# Sidi Bernoussi (prefectura)
Sidi Bernoussi (en àrab سيدي البرنوصي, Sīdī al-Barnūṣī; en amazic ⵙⵉⴷⵉ ⵍⴱⵔⵏⵓⵚⵉ) és una prefectura de la ciutat de Casablanca dins la prefectura de Casablanca, a la regió de Casablanca-Settat, al Marroc. Segons el cens de 2014 tenia una població total de 627.968 persones. És la seu del Club Rachad Bernoussi de la lliga marroquina de futbol. Comprèn els barris (arrondissements) de Sidi Bernoussi i Sidi Moumen.

## Persones notables
- Mounir Bahi
- Cheba Maria
- Bouchaib El Moubarki
- Youssef Safri